# Superpuissance

Au début du XXIe siècle, les États-Unis (en jaune) sont la seule superpuissance du monde. La Chine (en rouge), l'Inde (en vert), l'Union européenne (en bleu) voire la Russie (en orange) ou encore le Brésil sont parfois également considérés comme de possibles superpuissances par certains spécialistes.

Le terme superpuissance désigne une nation dont l'influence économique, culturelle, politique et militaire est prééminente à travers le monde. Ainsi, une superpuissance est capable d’infléchir le cours des événements à l’échelle mondiale.
Les premiers pays qui ont été élevés au rang de superpuissance par la majorité des auteurs sont les États-Unis et l’Union des républiques socialistes soviétiques au lendemain de la Seconde Guerre mondiale.
À la chute de l’Union soviétique en 1991, les États-Unis s'imposent comme la seule superpuissance, devenant pour des spécialistes une hyperpuissance. Avec les États-Unis, la plupart des observateurs considèrent la république populaire de Chine comme étant aujourd'hui une superpuissance (ou à un niveau très proche pour certains),,. Enfin, depuis les années 2000, la politique menée par la Russie cherche à redonner au pays le statut de superpuissance qu'avait l'Union soviétique.
Depuis la fin des années 2010 et le début des années 2020, la Chine est de plus en plus souvent décrite comme une superpuissance émergente voire établie.

## Origine

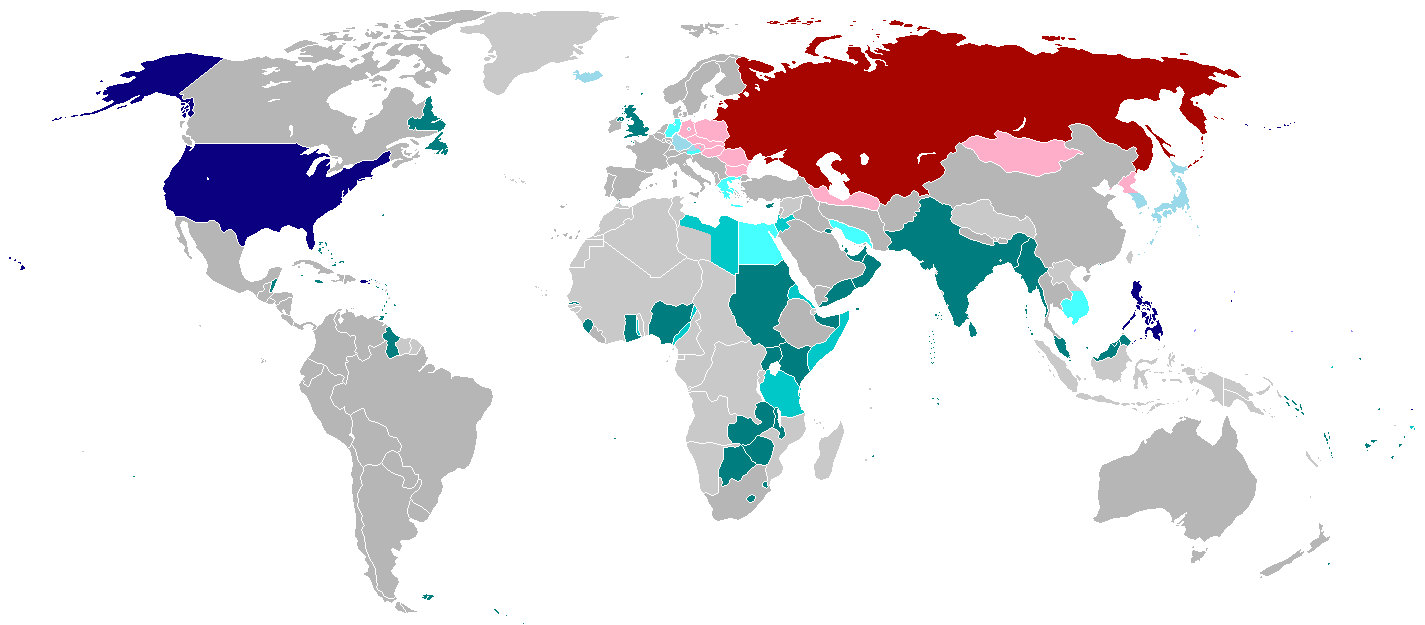
Les trois superpuissances selon en 1944 : Empire britannique en vert, États-Unis en bleu et URSS en rouge.

Le terme superpuissance apparaît pour la première fois en 1944 dans le livre intitulé Les superpuissances de William T. R. Fox (en), professeur de politique étrangère à l’université Columbia, et désigne des nations dont l’influence est très importante. L'auteur estime que trois États peuvent prétendre à ce rang : les États-Unis, l’URSS et l’Empire britannique.
Toutefois, les Britanniques, grandement dépendants des États-Unis lors de la Seconde Guerre mondiale, sortirent affaiblis par le conflit et ne purent suivre le rythme imposé par les deux autres puissances. La perte de leurs colonies et la crise du canal de Suez confirmèrent cette perte d'influence. Depuis lors, le Royaume-Uni, en s'appuyant sur son héritage colonial, est devenu un des plus fidèles alliés des États-Unis afin de pouvoir malgré tout affirmer sa présence sur l’échiquier politique international.
En dépit des tentatives de créer des organisations internationales dotées d’un solide cadre juridique (ex : l’ONU) à la fin de la Seconde Guerre mondiale, il est apparu de plus en plus clairement que les deux grandes puissances allaient tendre vers l’affrontement, donnant ainsi naissance à la guerre froide. Cette opposition se traduisit par la création d’alliances militaires comme l’Organisation du traité de l'Atlantique nord (OTAN) pour les États-Unis et le Pacte de Varsovie pour l’URSS. Ces alliances soulignèrent davantage l’apparition d’un monde bipolaire et non plus multipolaire. Quelques pays choisirent toutefois de s’affranchir de cette vision du monde et le Mouvement des non-alignés voit le jour en 1956. En 1960, la France se dote de sa propre force de dissuasion nucléaire puis quitte le commandement intégré de l'OTAN en 1966. Dans le camp communiste, les relations entre la Chine et l'URSS se détériorent à la fin des années 1950.
Après l’effondrement de l’Union soviétique en 1991, le terme d’hyperpuissance a commencé à apparaître pour désigner la seule superpuissance encore debout, les États-Unis. Inventé par le ministre français des affaires étrangères Hubert Védrine, cette définition est sujet à controverse. Samuel P. Huntington rejette cette vision du monde, préférant établir une théorie sur un équilibre des forces multipolaires.

## Caractéristiques

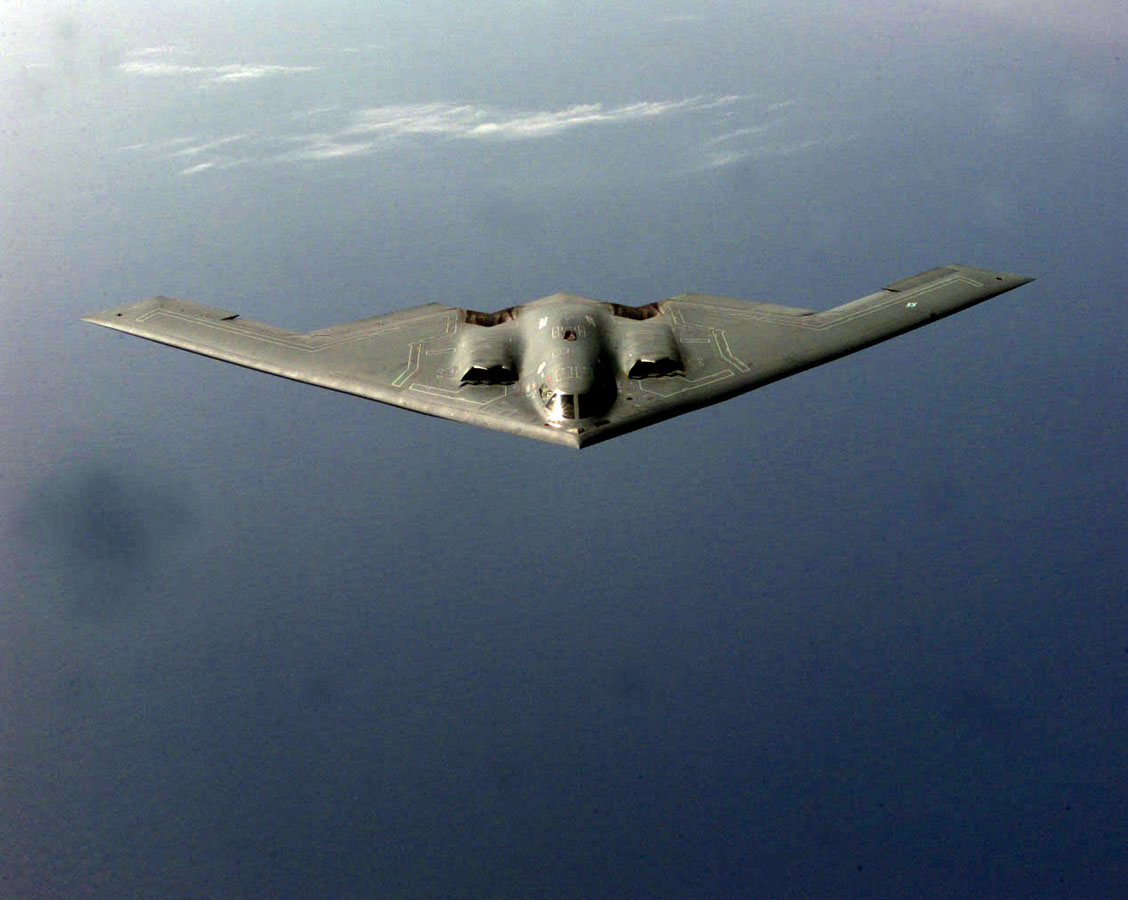
Le bombardier B-2 dit furtif est un symbole de la puissance militaire américaine.

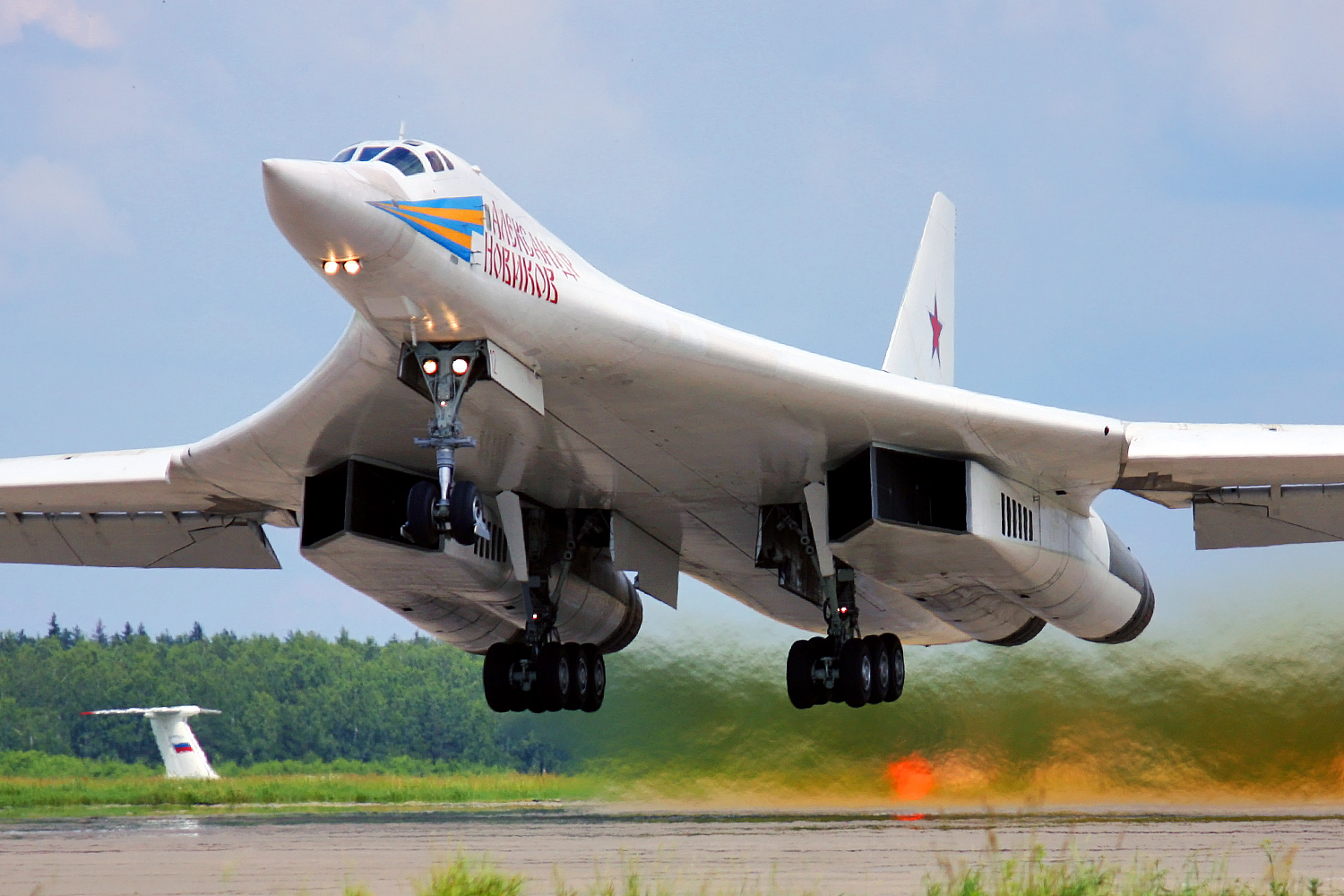
Le bombardier supersonique à géométrie variable russe Tu-160.

La définition d’une superpuissance diverge suivant les sources et les experts. Néanmoins, malgré les différentes interprétations, quelques caractéristiques peuvent être associées avec le concept de superpuissance.

### Culture
Influence culturelle importante pouvant rayonner à l’échelle continentale ou mondiale. C’est le soft power. Cette notion implique une idéologie et une philosophie très développées.

### Défense
Avoir une capacité militaire de premier plan permettant de décourager tout adversaire potentiel ou de lui infliger des dégâts très importants voire sa destruction totale. C’est le Hard power. C’est également la capacité à projeter des forces armées dans de nombreux points du monde. Le fait de posséder l’arme nucléaire (comme Israël, la Corée du Nord ou le Pakistan) ou être capable de la développer rapidement (comme le Japon ou l’Allemagne) ne donne pas le statut de superpuissance, la combinaison de plusieurs facteurs est déterminante pour cela.

### Géographie
Domination d’une grande zone terrestre ou maritime. Un grand territoire permet d’avoir à disposition d’importantes ressources naturelles pouvant être exploitées et cultivées. Le facteur géographie est un point clé, car un pays vaste permet d'organiser le territoire, notamment d’un point de vue militaire, en positionnant des radars et des silos de missiles à des endroits stratégiques.

### Économie et finance
Une puissance économique supérieure est caractérisée par un accès important aux matières premières, par un volume et une productivité forte du marché intérieur ainsi que par une présence importante dans le commerce mondial grâce à une innovation constante. L’exploration spatiale peut être considérée comme étant un élément majeur d'innovation majeure. Ainsi, durant la guerre froide, elle sollicitait énormément l’économie des États-Unis et de l’URSS.

### Démographie
Une superpuissance doit avoir une population importante ayant un taux d’alphabétisation et d’éducation très élevé.

### Politique
Un système politique fonctionnel capable de mobiliser les ressources du pays et avoir une puissance diplomatique importante afin de maintenir l’influence de la nation partout dans le monde.

## Jusqu'auXXesiècle
En respectant la définition de superpuissance donnée plus haut, l’Empire romain, l'Empire abbasside, l’Empire mongol ou encore l’empire d’Alexandre le Grand et la Chine impériale, l’Empire ottoman pouvaient être considérées comme des superpuissances pour leur époque. Plus récemment, le Royaume-Uni et la France via leurs empires coloniaux (Empire britannique et Empire colonial français) rentraient également dans cette définition.

## Guerre froide
Le terme de superpuissance a réellement pris toute sa dimension dans la rivalité opposant l’Union des républiques socialistes soviétiques aux États-Unis à l'issue de la Seconde Guerre mondiale. L’Union soviétique représentait le communisme et dirigeait le Pacte de Varsovie (Bloc de l'Est). Les États-Unis représentaient le capitalisme à la tête de l’OTAN (Bloc de l'Ouest).

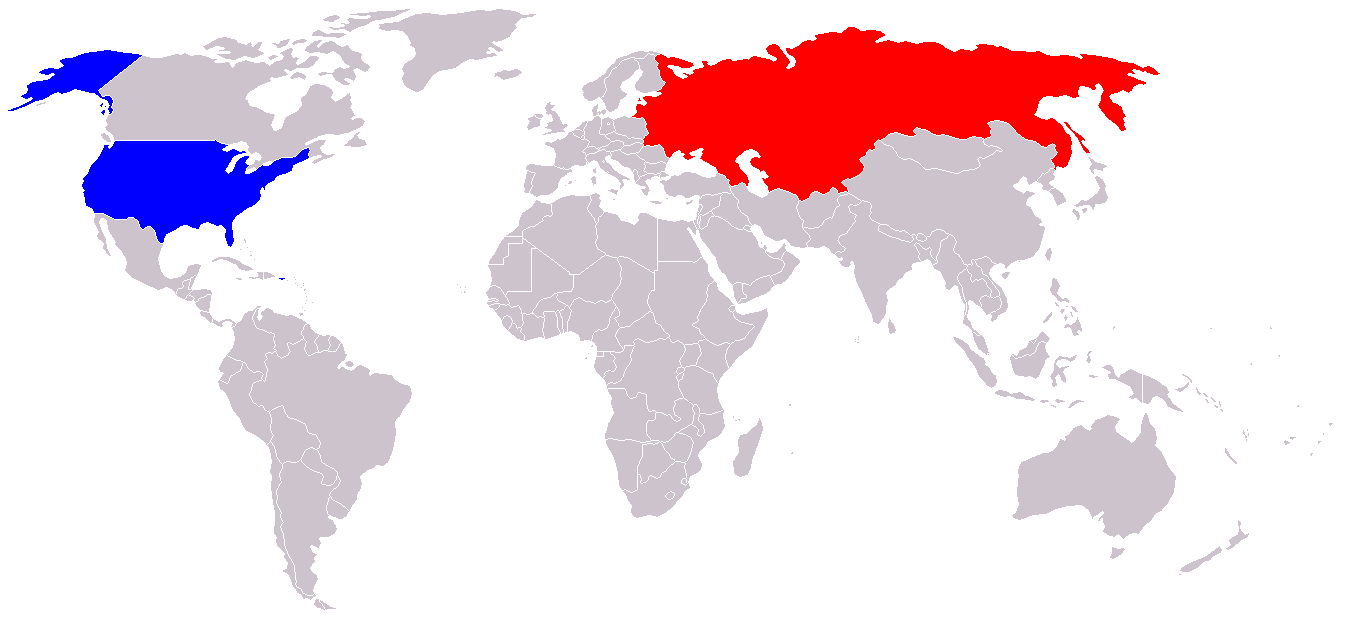
Les superpuissances lors de la Guerre froide (1945-1989) :
Union des républiques socialistes soviétiques
États-Unis d'Amérique

|                      | Union soviétique | États-Unis |
| -------------------- | --- | --- |
| Politique            | Puissant système gouvernemental. Le communisme s’implante dans de nombreux pays. L’URSS possède également un siège permanent au Conseil de sécurité des Nations unies et a tissé des liens forts avec l’Europe de l'Est et de nombreux pays en voie de développement.                                                                                 | Une des plus grandes démocraties libérales au monde, possédant une influence considérable. Elle dispose également d’un siège permanent au Conseil de sécurité de l’ONU. Les États-Unis peuvent également s’appuyer sur de puissantes entreprises afin de maintenir une influence auprès des autres nations capitalistes. Enfin, les États-Unis ont des liens très forts avec l’Europe de l'Ouest et les démocraties d’Asie de l'Est. |
| Géographie           | Couvre 22 millions de km² représentant 11 fuseaux horaires. Pays le plus vaste du monde. Domine une énorme zone maritime, mais difficile d'accès. Ressources naturelles en abondance. | Quatrième pays le plus vaste du monde avec une aire d’environ 9,8 millions de km², avec accès aux océans Pacifique et Atlantique. Nombreuses ressources naturelles. |
| Culture              | Grande richesse culturelle et histoire liée à de nombreux pays d’Europe, notamment avec les nations socialistes et communistes. | Influence énorme à la fois sur le continent et dans le reste du monde, notamment en Europe de l’Ouest. Fait de la liberté d'expression l’un de ses fondements, ce qui a beaucoup de succès de par le monde. |
| Défense              | L’URSS possède l’armée la plus importante de tous les temps, notamment aérienne et maritime, ainsi que le plus grand stock d’armes nucléaires au monde. Pour faire fonctionner tout cela, a à sa disposition de nombreuses ressources naturelles (pétrole, gaz naturel, etc.). Est aussi capable de développer des technologies militaires spatiales. | Les États-Unis possèdent des bases militaires tout autour du monde, ainsi que le second plus grand stock d’armes nucléaires au monde, déployés à la fois sur son sol et en Europe. |
| Technologie spatiale | Ces deux pays ont participé à l’exploration spatiale humaine et ont construit des stations spatiales au cours du XXe siècle. Les États-Unis et l’URSS sont aussi les deux pays ayant le plus d’avance dans l’exploration robotique et dans la technologie des satellites.                                                                             | Ces deux pays ont participé à l’exploration spatiale humaine et ont construit des stations spatiales au cours du XXe siècle. Les États-Unis et l’URSS sont aussi les deux pays ayant le plus d’avance dans l’exploration robotique et dans la technologie des satellites. |
| Économie             | Économie centralisée la plus forte du monde. Elle a, un moment, représenté près de 20 % de la production industrielle mondiale. | Économie capitaliste la plus importante. Possède l’une des monnaies les plus fortes, le dollar US. |
| Démographie en 1991  | 293 millions d’habitants | 253 millions d’habitants |
| IDH                  | supérieur à 0,75 | supérieur à 0,9 |

## Fin de la guerre froide
La chute du mur de Berlin le 9 novembre 1989 est souvent considérée comme l'évènement marquant la fin de la guerre froide. Le pacte de Varsovie est officiellement dissous le 1er juillet 1991. Le 25 décembre de la même année, Mikhail Gorbatchev démissionne de son poste de Président de l'Union des républiques socialistes soviétiques.
Dans les années 1990, la fédération de Russie, qui a succédé à l'URSS, ne peut assumer son rôle de superpuissance. Une crise constitutionnelle éclate en 1993 et la transition vers l'économie de marché s'accompagne d'un effondrement de son économie. Les États-Unis, alors unique superpuissance, sont parfois qualifiés d'hyperpuissance.
Les anciens pays communistes d'Europe de l'Est adhèrent à l'OTAN et à l'Union européenne à la fin des années 1990 et au début des années 2000.

## Superpuissances au début duXXIesiècle
Au début du XXIe siècle, seuls les États-Unis ne souffrent d'aucune contestation pour être considérés comme une superpuissance : le pays est la première puissance économique, culturelle et militaire mondiale. Cependant, il reste marqué depuis peu par l'échec des guerres en Afghanistan et en Irak lors des années 2000, puis par la crise des subprimes qui déboucha sur une crise économique mondiale à partir de 2008.
La plupart des auteurs considèrent également la république populaire de Chine comme une superpuissance, bien que certains théoriciens en géopolitique pensent qu'elle n'a pas encore tout à fait atteint ce statut. La Chine, pays le plus peuplé de la planète, est la première économie quant au PIB à parité de pouvoir d'achat (PPA). La Chine dispose également de l'arme nucléaire et elle est membre permanent du Conseil de sécurité des Nations unies.
La fédération de Russie est considérée par quelques auteurs comme une superpuissance mais pour la plupart d'entre-eux, elle n'a pas encore retrouvé le même niveau d'influence que pouvait avoir son ancêtre l'Union soviétique. Depuis l'arrivée au pouvoir de Vladimir Poutine, fin 1999, la Russie cherche en effet a regagner son rang de superpuissance. Malgré l'effondrement de l'Union soviétique, la Russie reste le plus grand pays du monde et dispose de ressources naturelles (gaz naturel, pétrole) inégalées. Du point de vue militaire, elle est toujours la première puissance nucléaire mondiale et la deuxième puissance conventionnelle après les États-Unis. Elle a également hérité du siège de l'URSS en tant que membre permanent du Conseil de sécurité des Nations unies. Au milieu des années 2010, le regain de tension entre les États-Unis et la Russie lié à la crise ukrainienne, au rattachement de la république de Crimée à la fédération de Russie puis à l'intervention militaire de la Russie en Syrie amènent certains observateurs, ainsi que le Premier ministre russe Dmitri Medvedev, à parler de nouvelle guerre froide entre les deux pays.
|                      | Russie | États-Unis                                                                                                  | Chine                                                                                                  |
| -------------------- | --- | --- | --- |
| Géographie           | 17,1 millions de km² | 9,8 millions de km²                                                                                         | 9,6 millions de km²                                                                                    |
| Population           | 146 millions d'habitants (2022) IDH : 0,822 (2021)                                                                               | 334 millions d'habitants (2022) IDH : 0,921 (2021)                                                          | 1,41 milliard d'habitants (2022) IDH : 0,768 (2021)                                                    |
| Défense              | Première puissance nucléaire mondiale, deuxième puissance conventionnelle, troisième marine de guerre                            | Deuxième puissance nucléaire mondiale, première puissance conventionnelle, première marine de guerre        | Troisième puissance nucléaire mondiale, première armée au monde en effectif, deuxième marine de guerre |
| Technologie spatiale | Grande puissance spatiale, opère le système de positionnement GLONASS                                                            | Grande puissance spatiale, opère le système de positionnement GPS                                           | Puissance spatiale en devenir, opère le système de positionnement Beidou                               |
| Économie             | PIB nominal : 2 063 milliards de $ (2023) PIB PPA : 4 989 milliards de $ (2023)                                                  | PIB nominal : 26 855 milliards de $ (2023) PIB PPA : 26 855 milliards de $ (2023)                           | PIB nominal : 19 374 milliards de $ (2023) PIB PPA : 33 015 milliards de $ (2023)                      |
| Géopolitique         | Membre permanent du Conseil de sécurité des Nations unies, membre de la CEI, de l'UEEA, de l'OMC, de l'OCS, de l'OSCE, de l'APEC | Membre permanent du Conseil de sécurité des Nations unies, membre de l'OTAN, de l'OMC, de l'OSCE, de l'APEC | Membre permanent du Conseil de sécurité des Nations unies, membre de l'OMC, de l'OCS, de l'APEC        |

## Superpuissances émergentes
Plusieurs analystes prédisent l'émergence de pays ou organisations qui pourraient devenir des superpuissances dans les prochaines années ou décennies. Tous ces pays ou organisations ont actuellement un impact important à l'échelle d'un continent, voire dans certains cas à l'échelle de la planète. On peut citer notamment : le Brésil, l'Inde, et l'Union européenne.